# 马宜明
马宜明（1957年8月—），河南邓州人。中国人民解放军中将。

## 生平
1998年，任中国人民解放军第一个机械化步兵旅首任旅长。后任陆军第二十集团军副参谋长、济南军区司令部办公室主任。2004年3月，任陆军第二十六集团军参谋长。2008年2月，任陆军第二十六集团军军长。2012年12月，任济南军区参谋长。2014年12月，任中国人民解放军总参谋长助理。2016年1月，任新成立的中央军委联合参谋部参谋长助理。2017年1月，任中央军委联合参谋部副参谋长。2020年12月退役。
2005年7月，晋升少将军衔。2014年7月，晋升中将军衔。